# Transferencia (electrónica)
En electrónica, se denomina transferencia de un circuito a la relación numérica (razón) entre dos variables cualesquiera del circuito, generalmente la entrada y la salida del mismo.
Siendo V1 la entrada y V2 la salida, la transferencia podría llegar a ser

{\displaystyle T=V_{2}/V_{1}}

en un caso general, y se conoce comúnmente a esta relación como la más típica de las transferencias, y es a la que se hace referencia (si no se especifica lo contrario) cuando se habla simplemente de «transferencia del circuito».

{\displaystyle T={\frac {V_{2}}{V_{1}}}\,}

- Datos: Q6151652